# آذر (ایزد)
آذر یا آتش، ایزد آتش، نماد نظم راستین و فرزند اهورامزدا در آیین زرتشتی است و از یاوران ارته و هیشته است. او برای نیکی می‌جنگد و در اوستا از او با نام آترش نیز یاد شده است. در تقویم اوستایی روز نهم در هر ماه و ماه نهم در هر سال به نام این ایزد است که در ایران باستان هنگامی که روز نهم از ماه نهم هر سال فرا می‌رسید جشنی به نام آذرگان برپا می‌شد. در دین زرتشتی پنج آتش مینویی، پنج آتش آیینی و سه آتش اساطیری وجود دارد. آذر در نبردهایی که برای از بین بردن پلیدی انجام داده است در برابر اژی‌دهاک و اپوش قرار گرفته است و پیروز میدان بوده است.

## جایگاه آذر در آیین زرتشتی
در آیین زرتشتی چندین ایزد به معنای موجودات ستودنی در اطراف اهورامزدا، خدای بزرگ این دین قرار دارند که هر یک به نوعی مظاهر عناصر طبیعی هستند. آتر، ایزد نرینهٔ آتش یکی از این ایزدان است و او را از یاران امشاسپند ارته وهیشته می‌دانند که البته در اوستای متأخر خود او را یک امشاسپند خوانده‌اند و نیایش پنجم به او اختصاص یافته است. پرستش آتش از اصول مذهبی این دین است.
در اساطیر ایزد آذر را فرزند و پسر اهورامزدا می‌خوانند همان‌گونه که همتای هندی او، اَگنی را فرزند دیائوس، خدای بزرگ هندی می‌خوانند. آذر را نماد نظم راستین و نشانهٔ مرئی حضور اهورامزدا می‌دانند.
| « | آفرین خوانم بر یَزِش و نیایش، نثار خوب، نثار آرزو کردنی و نثار ستایش آمیز که بر تو، ای آتش، پسر اهورَه مزدا تو شایستهٔ ستایش هستی، شایستهٔ دعا هستی، باشد که تو شایستهٔ ستایش، شایستهٔ دعا باشی، در خانه‌های مردمان نیکی باد مردی را که تو را به راستی بپرستد. | » |

مردم در حالی که بَرسُم را در دست داشته‌اند، گوشت را به آتش تقدیم کرده و برای ایزد آذر قربانی می‌کردند. در هر خانه محلی برای قربانی کردن وجود داشت و فرد نیایشگر در مقابل آن آواز سر می‌داد:
| « | ای آتش، فرزند اهوره مزدا، تو شایستهٔ آن هستی که برایت قربانی و به درگاهت نیایش کنند؛ باشد که قربانی و ستایش مردم را خانهٔ آنها بپذیری. | » |

او رابطی است بین اهورا مزدا و افرادی که برای او قربانی می‌کنند و از همکاران امشاسپند اَرتَه وَهیشته نیز می‌باشد و هنگامی که روان پرهیزکاران از چینود عبور کند، آذر آنجا ایستاده و تاریکی‌ها را نابود و روشن می‌کند. آذر، ایزدی پاک، خردمند، نیرومند، بخشندهٔ خوراک و فرزند، دوستار خانه و خانواده‌ها و نابود کنندهٔ دشمنان و دیوان است.
آذر برای خیر می‌جنگید و همین باعث شده است که در یکی از دعاهای زرتشتی از او به عنوان جنگجوی خوب دلیر یاد شود.

## ریشهٔ نام
نام این ایزد در اوستا به صورت آتر یا آترش آمده است و در متون پهلوی از او با اسامی آتور، آتر و آتش یاد شده است. در متون فارسی نیز با اسم‌های آذر، آدر، آور و آتش خوانده شده است.
ریشهٔ این کلمات واژهٔ آدری در زبان سنسکریت است و به معنای شعله است. این واژه به عنوان صفت آگنی، خدای آتش هند به کار می‌رود.

## آذر در تقویم اوستایی نو
در تقویم اوستایی نو یا زرتشتی، نهمین روز از هر ماه، آذر نام دارد و نهمین ماه در هر سال نیز آذر ماه نام دارد، در ایران باستان مردم نهمین روز آذر ماه هر سال را جشن می‌گرفتند و آن را آذر جشن یا آذرگان می‌نامیدند.

## آتش‌های مینویی
آذر در آسمان، فضا و حتی در آتش‌های کوچک خانگی حضور دارد. در این باور اساطیری نزد ایرانیان، در جهان پنج گونه آتش مینویی وجود دارد.
- آتش برزیسوه: این آتش در برابر اهورامزدا می‌سوزد.
- آتش وهوفریانه: آتش وهوفریانه در بدن مردمان و جانوران قرار دارد.
- آتش اوروازیشته: که در گیاهان حضور دارد.
- آتش وازیشته: این آتش در ابرها جای دارد.
- آتش سپنیشته: آتش سپنیشته در کانون خانواده قرار دارد.[۱۸][۱۹]

## آتش‌های آیینی
در کنار پنج آتش مینویی، سه آتش آیینی نیز، به نام‌های آتش وهرام، آتش آدُوران و آتش دادگاه وجود دارد.
- آتش وهرام:آتش وهرام که شاه پیروزمند آتش‌ها است، در برابر تاریکی و دروغ می‌جنگد، به افراد نیرو می‌بخشد و نمادی از راستکاری است.

برای ساخت آتش وهرام شانزده آتش مختلف گرد آورده (آتش ایجاد شده توسط رعد و برق یکی از این شانزده آتش است) و سپس ۱۱۲۸ بار آن را در طول یک سال تطهیر می‌کنند. در ایران یک آتش بهرام در یزد و دیگری در تهران شعله‌ور است.
در آغاز هر پنج گاه چوب‌های معطری توسط مهم‌ترین و کامل‌ترین موبد در آتش بهرام سوزانده می‌شود و فقط او می‌تواند به آتش بهرام نزدیک شود، موبدان معمولی تنها از پشت پنجره‌های مشبک اجازهٔ مشاهده آن را دارند.
- آتش آدُران: اهمیت این آتش از آتش وهرام کمتر است زیرا ساخت آن آسان‌تر است و با چهار آتش ساخته می‌شود.
- آتش دادگاه: این آتش نیز همچون آتش آدران اهمیت کمتری نسبت به آتش وهرام دارد و افرادی که روحانی نیستند نیز می‌توانند از آن مراقبت کنند.[۲۳]

## آتش‌های اساطیری
- آتش آذر فرنبغ: آتشکده آذرفرنبغ را جمشید در فارس مخصوص موبدان بنا نهاده است.
- آتش آذر گشنسب: آتش آذر گشنسب، آتش ارتشتاران سوار بر یال اسب خسرو، تاریکی‌ها را نابود نمود.

بنای این آتش که در آذربایجان قرار دارد، به کیخسرو نسبت داده می‌شود.
- آتش آذر برزین‌مهر: آتش آذر برزین‌مهر از جهان تا دوران گشتاسب حفاظت می‌کرد و ساخت آتشکدهٔ آذر برزین‌مهر که ویژهٔ کشاورزان است و در خراسان قرار دارد به گشتاسب نسبت داده می‌شود.[۲۴][۲۵]

## آذر و اژی‌دهاک
هنگامی که فرهٔ ایزدی برای اولین بار از جمشید گریخت، سپندمینو برای به چنگ آوردن فره، ایزد آذر را و انگره‌مینو اژی‌دهاک را برگزیدند. زمانی که آذر به فرهٔ ایزدی نزدیک شد، اژی‌دهاک فریاد برآورد:
| « | ای آذر مزدا اهوره، واپس رو که اگر تو این فره ناگرفتنی را به دست آوری، هر آیینه من تو را به یک باره نابود کنم. بدان سان که زین پس، نتوانی زمین اهوره آفریده را روشنایی بخشی. | » |

در این هنگام آذر دچار تردید می‌شود و اژی‌دهاک به‌سوی فره به حرکت در می‌آید اما این‌بار آذر دهان به سخن می‌گشاید:
| « | ای اژی دهاک سه پوزه! واپس رو که اگر تو این فرهٔ ناگرفتنی را به دست آوری، هر آیینه من تو را از پی بسوزانم و بر پوزه‌های تو آتش برافروزم، بدان سان نتوانی تباه کردن جهان اشه را بر زمین اهوره آفریده گام نهی. | » |

اژی‌دهاک ترسان خود را عقب می‌کشد و در این هنگام فرهٔ ایزدی می‌گریزد و میترا آن را دریافت می‌کند.

## آذر و دیو خشکسالی
در روایتی دیگر هنگامی که اَپوش، دیو خشکسالی باران را از باریدن بازداشت، آذر به یاری تیشتر خدای باران شتافت، هنگامی که تیشتر با اَپوش رو به رو شد، ابتدا از او شکست خورد و هزار گام از دریای فراخکرد دور گشت. پس تشنگی و خشکی جهان را فرا گرفت اما با کمک اهورا مزدا موفق شد که بر او پیروز شود و سپس با گرز خود بر آتش وازیشته می‌کوبد. دیو سپنجروش همکار اَپوش با دیدن شراره کشیدن آتش وحشت زده و هلاک می‌شود و سپس باران دو باره شروع به باریدن می‌کند.

## آذر و گرشاسپ
گرشاسپ پهلوان نیز با وجود تمام کارهای نیکی که انجام داده بود، در مواجهه با آذر دچار خشم او گشت. گرشاسپ روزی با قصد پختن غذا بر روی سبزه‌ای که اژدهایی بر زیر آن خزیده بود، آتشی برپا کرد. حرارت و گرمایی که بر اثر شعله‌های آتش به وجود آمده بود، اژده‌ها را از خواب بیدار می‌کند و حرکت ناگهانی آن موجب می‌شود که غذا داخل آتش بریزد و بدین ترتیب آتش آلوده شود.
آلوده کردن آتش که در آیین زرتشتی گناهی نابخشودنی است سبب خشم آذر می‌شود و او پس از مرگ اجازهٔ ورود به بهشت را نمی‌یابد تا آن که با شفاعت زرتشت و ایزد گوشورن بخشیده می‌شود.

## آذر و آواز سر دادن خروس

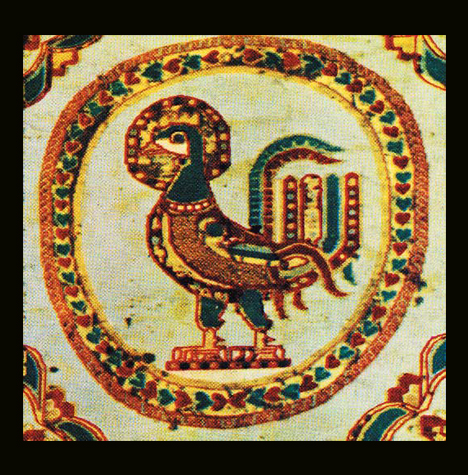
نقش خروس بر پارچه ساسانی

گفته شده است که، هنگامی که سه قسمت از شب می‌گذرد، ایزد آذر از ترس آن‌که آتش مقدس خاموش شود از سروش درخواست کمک می‌کند و سروش خروس را بیدار می‌کند و از او می‌خواهد که بانگ برآورد و انسان را از خواب بیدار کند تا به یاری آتش بشتابد.
پس خروس آواز سر می‌دهد که:
| « | ای انسان برخیز و نماز اشا به جای آور، به دیوها نفرین فرست وگرنه دیو دراز دست یوشاسب به شما غالب آید. | » |

## آذر در دربار گشتاسب
ایزد آذر برای روشن ساختن حقانیت آیین زرتشتی با وهومنه و ارته وهیشته همراه می‌گردد و وارد دربار گشتاسب می‌شود.